# Veuil
Veuil é uma comuna francesa na região administrativa do Centro, no departamento Indre. Estende-se por uma área de 19,3 km². Em 2010 a comuna tinha 385 habitantes (densidade: 19,9 hab./km²).